# Зельбах, Генрих Таубе фон

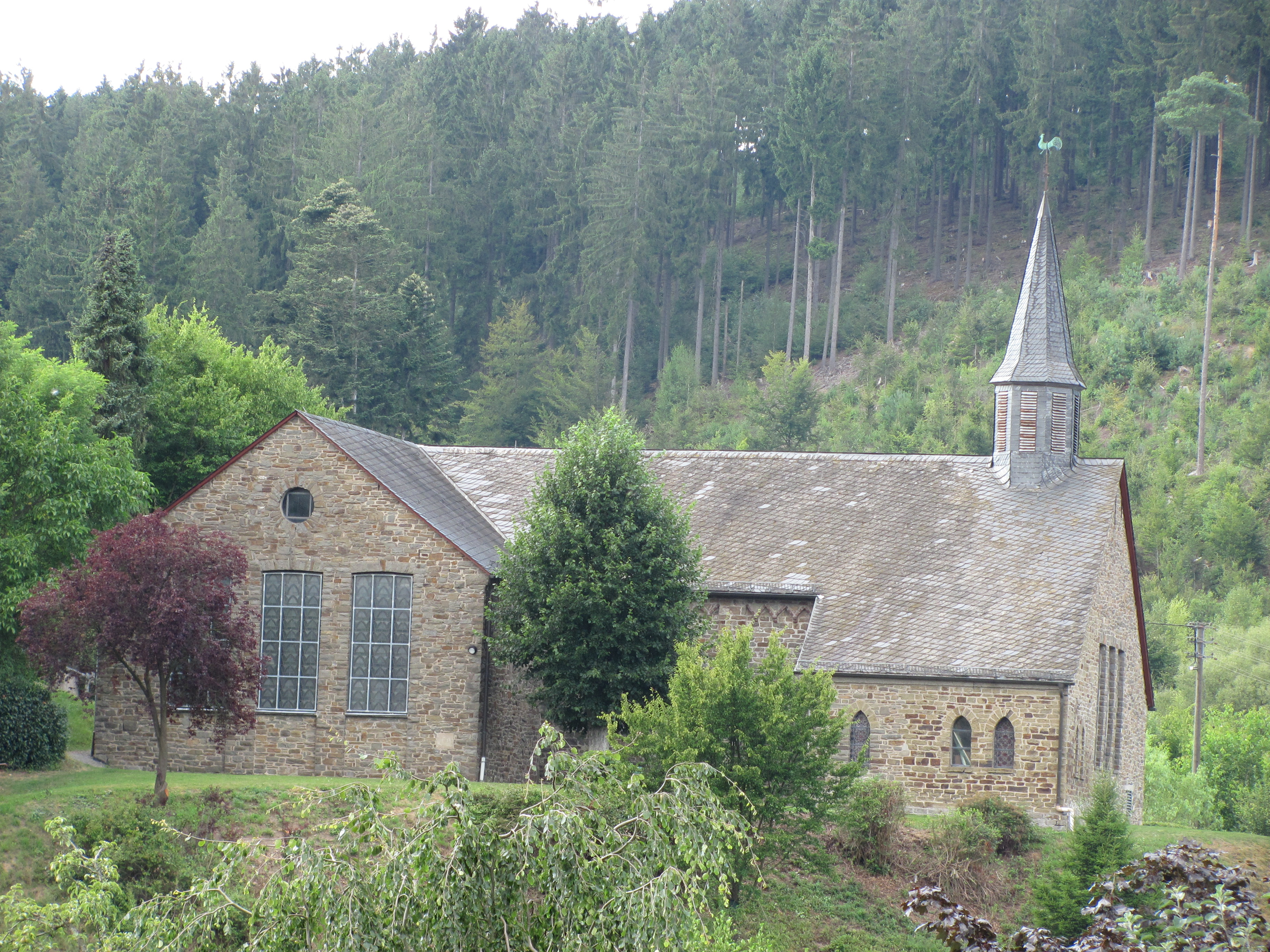
Церковь Св. Анны в Зельбахе, XIV в.

Генрих Таубе фон Зельбах, или Генрих из Ребдорфа (нем. Heinrich der Taube von Selbach, или Heinrich der Taube von Rebdorf, также Henricus Surdus de Selbach, Heinrich Taub, Heinrich der Taube, бав. Heinrich von Rebdorf, англ. Henry of Rebdorf, лат. Heinricus Surdus; умер 9 октября 1364) — немецкий хронист, священник и правовед, предполагаемый автор «Хроники императоров и пап» (лат. Annales imperatorum et paparum, нем. Chronik der Kaiser und Päpste).

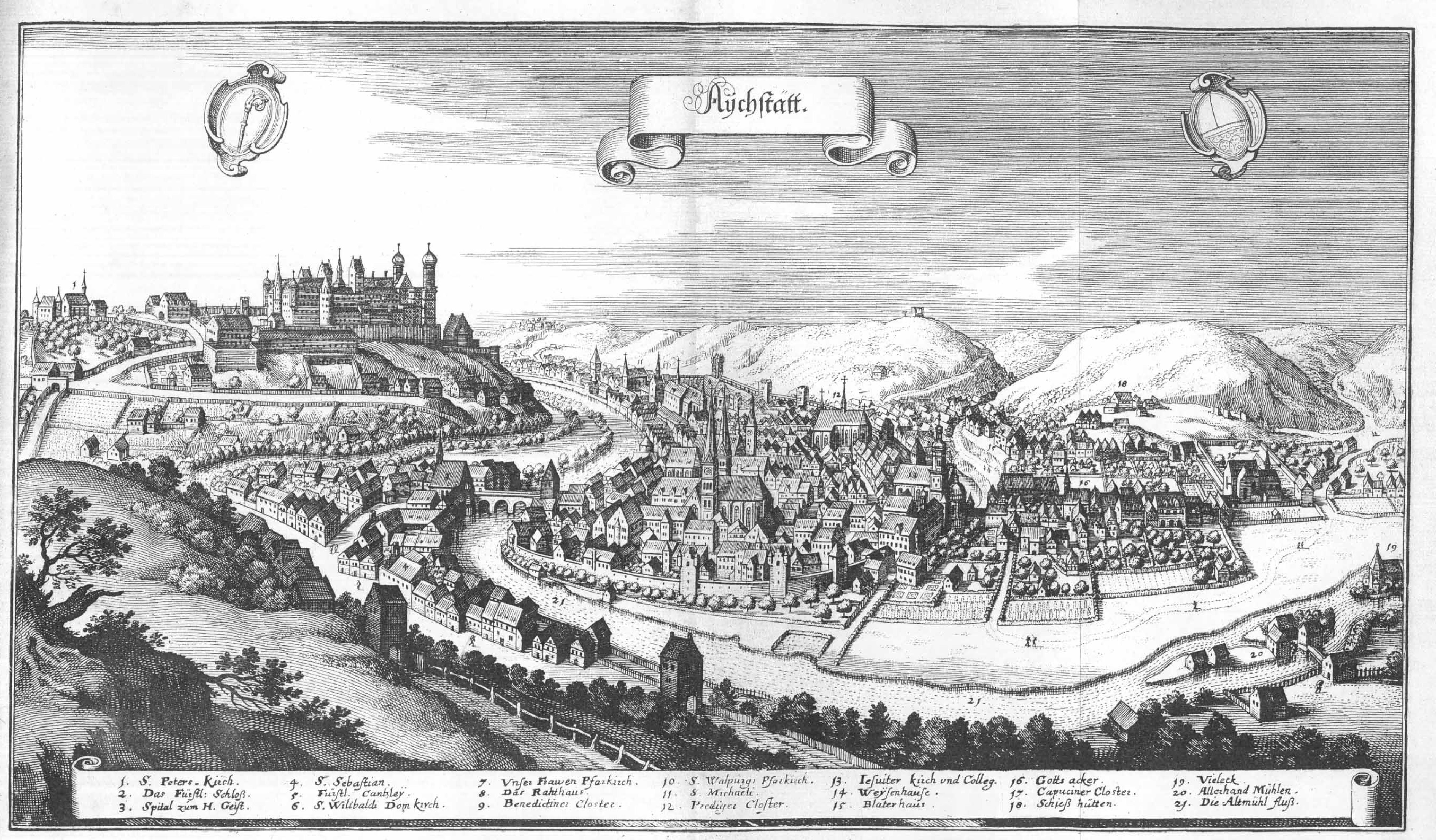
Город Айхштетт на гравюре из «Топографии Франконии» Мериана Маттеуса (1648). В центре кафедральный собор, слева на горе — Ребдорфский монастырь Иоанна Крестителя.

## Биография
Выходец из рыцарской семьи Зигерланда, имевшей наследственное владение в Зельбахе (Рейнланд-Пфальц). Ошибочно приписывавшаяся ему ранее родовая фамилия фон Ребдорф связана с названием Ребдорфского монастыря францисканцев близ Айхштетта в Баварии, где хранилась рукопись его хроники, с которой осуществлено было её первое издание.
Возможно, изучал каноническое право в Болонье, получив в 1324 году звание магистра. После рукоположения в священники служил в 1328—1335 годах при папском дворе в Авиньоне прокуратором апостольского трибунала Римской роты.
С 1336 года занимал должность каноника в Айхштетте, а c 15 марта 1339-го — капеллана Айхштеттского епископа, получив от него за это пребенду в приходе Св. Виллибальда. В юбилейном 1350 году побывал в Риме, где 14 марта была выставлена священная реликвия — расшитый плат Вероники с ликом Спасителя.
Согласно документам, с 1353 года занимал ответственные должности в канцелярии и пенитенциарии епископа Айхштетта Бертольда фон Цоллерна. В 1361 году был в Нюрнберге на выставке императорских регалий, устроенной по случаю крещения принца Вацлава.
Умер 9 октября 1364 года в Айхштетте.

## Сочинения
Является предполагаемым автором латинской «Хроники императоров и пап» (лат. Chronica Heinrici Surdi de Selbach), полностью — «Анналов деяний королей и императоров Адольфа, Альбрехта, Фридриха, Людвига Баварского и Карла IV, или Анналов императоров и пап» (лат. Annales rerum ab imperatoribus Adolpho, Alberto, Friderico, Ludovico Bavarico et Carolo IV gestarum oder Annales imperatorum et paparum).
Она охватывает события с 1294 по 1363 год, и является продолжением всемирной хроники Flores Temporum (около 1343 г.), приписывавшейся монаху-францисканцу из Швабии Герману Гигантису (лат. Hermanni Gigantis), но, согласно исследованиям немецких историков нач. XX века, составленной на самом деле около 1346 года анонимным летописцем. Другим источником для хроники послужило продолжение анналов Германа Альтахского (ум. 1275). Оригинальные сведения излагаются Генрихом Таубе с 1343 по 1363 годы и основаны как на его личных впечатлениях, так и доступных ему документах из епископской канцелярии Айхштетта.
Уделяя внимание преимущественно церковной политике германских императоров, особенно применительно к периоду пребывания пап в Авиньоне, Генрих Таубе сообщает немало фактов относительно военной и дипломатической истории Священной Римской империи, упоминая также события Столетней войны. Из римских понтификов наиболее подробно им освещается деятельность Николая IV (1288—1292), Бенедикта XII (1334—1342), Климента VI (1342—1352) и Иннокентия VI (1352—1362). Уступая в литературных достоинствах сочинениям Иоганна из Винтертура и Матиаса из Нойенбурга, его хроника выгодно отличается от них фактологической точностью и взвешенностью оценок.
Хроника Генриха Таубе сохранилась не менее чем в 6 рукописях из собраний Национальной библиотеки Франции (Париж), Австрийской национальной библиотеки (Вена), Баварской государственной библиотеки (Мюнхен) и августинского монастыря Клостернойбург (округ Тульн, Нижняя Австрия), большая часть из которых относится ко второй пол. XIV века.
Хроника впервые была напечатана историком и издателем Марквартом Фреером в 1600 году во Франкфурте в Rerum Germanicarum Scriptores и там же в 1634 году переиздана. В 1618 году она издана была юристом Кристофом Гевольдом в Ингольштадте, а в 1717 году — историком Бурхардом Струве в Страсбурге. Комментированная научная публикация её подготовлена была известным архивистом Иоганном Фр. Бёмером для Fontes rerum Germanicarum и после его смерти в 1868 году издана в Штутгарте историком Альфонсом Хубером. В 1883 году вышли переводы хроники на немецкий язык: один в Айнштатте, выполненный Дирингером, под заглавием Annales Imperatorum et Paparum Eistettenses, другой в Лейпциге, принадлежащий Грандеру. В 1922 году в серии «Памятники истории Германии» опубликовано было академическое издание, заново отредактированное профессором Берлинского университета Гарри Бресслау.
Установлено также авторство Генриха в отношении шести биографий из «Жизнеописаний айхштеттских епископов» (лат. Liber pontificalis ecclesiae Eistetensis), за период с 1306 по 1355 год.

## Публикации
- Heinrichi Rebdorfensis Annales imperatorum et paparum // Fontes rerum Germanicarum: bd. Heinricus de Diessenhofen und andere geschichtsquellen Deutschlands im späterem mittelalter. Herausgegeben aus dem nachlasse Joh. Friedrich Boehmer’s von Dr. Alfons Huber. — Band IV. — Stuttgart, 1868. — S. 507–568.
- Annales imperatorum et paparum Eistettenses (Heinrici Rebdorfensis annales imperatorum et paparum). Übersetzt und erläutert von Joseph Diringer. — Eichstätt: M. Däntler, 1883. — vi, 105 s.
- Chronica Heinrici Surdi de Selbach. Herausgegeben von Harry Bresslau // Monumenta Germaniae Historica. — Tomus I. — Berolini: Apud Weidmannos, 1922. — lxxvii, 167 p. — (Scriptores Rerum Germanicarum).